# Висячий Камень (река Томь)
Висячий камень — скальный массив с группой петроглифов на берегу реки Томь в Яшкинском районе Кемеровской области. Исторический труднодоступный памятник в составе группы Новоромановских скал.
Осмотр наскальных рисунков затруднён и возможен лишь с воды.
В радиусе нескольких километров от этого места насчитывается более десятка зарегистрированных памятников археологии. В планах кемеровских историков — облогородить кроме Томской ещё и Тутальскую и Новоромановские писаницы, но пока эти места «дикие» и тем более интересно провести небольшую экскурсию и отыскать на крутых берегах Томи наскальные рисунки.
На Висящем камне найдено около 30 наскальных изображений: фигурки человека, зооморфные личины. Преобладают личины округлой и сердцевидной формы; часто — рогатые личины. Фигурка человека ведущего за собой на поводу лося находит соответствие в материалах Томских писаниц. Нанесённые рисунки эпохи бронзы (II тыс. до н. э.). Памятник обследован и скопирован в 1991 г.. Коллекция копий хранится в фондах музея-заповедника «Томская писаница».
Рисунки на нижних участках скального массива принято делить на 4 группы. Петроглифы выполнены в технике выбивки, иногда с последующей прошлифовкой. Здесь представлены фигуры лосей, антропоморфные изображения, антропоморфные и зооморфные личины. Встречаются изображения лодки и солярного знака. В отличие от других местонахождений томских петроглифов, на Висячем камне изображения лосей не являются преобладающими. Рисунки покрыты лишайником и сильно разрушены.